# Macrocera hirsuta
Macrocera hirsuta är en tvåvingeart som beskrevs av Friedrich Hermann Loew 1870. Macrocera hirsuta ingår i släktet Macrocera och familjen platthornsmyggor. Inga underarter finns listade i Catalogue of Life.